# Rudit
Rudit (lateinisch rudus = Geröll) ist ein klastisches Sedimentgestein mit einer durchschnittlichen Korngröße von mehr als 2 mm. Ein Rudit entspricht damit Gesteinen, die den Konglomeraten oder Brekzien zuzurechnen sind. Die Bezeichnung Rudit ist vor allem bei der Klassifikation von klastischen Kalksteinen gebräuchlich, obwohl hier auch die sonst verwendeten korngrößenabhängigen Bezeichnungen Konglomerat oder Brekzie gebräuchlich sind.